# HAT-P-33
HAT-P-33 é uma estrela na constelação de Gemini. Tem uma magnitude aparente de 11,19, sendo invisível a olho nu. Está localizada a aproximadamente 419 parsecs (1 367 anos-luz) da Terra, com uma margem de erro grande de 66 parsecs. É orbitada por um planeta.
HAT-P-33 é uma estrela de classe F com uma temperatura efetiva de 6 401 K, o que significa que tem um brilho amarelo-branco. É cerca de 40% mais massiva e 78% maior que o Sol. Seu conteúdo metálico é um pouco maior que o solar, com uma metalicidade de [Fe/H] = 0,05, o que significa que tem 12% mais ferro que o Sol. Tem uma idade de 2,4 bilhões de anos. Suas propriedades físicas foram determinadas assumindo que a órbita de HAT-P-33b tem uma excentricidade maior que 0, o que é mais provável que uma órbita circular.
Em 2011 foi anunciada a descoberta de um planeta extrassolar Júpiter quente orbitando HAT-P-33, o qual recebeu o nome de HAT-P-33b (por ser o primeiro planeta descoberto ao redor da estrela). A descoberta foi feita pelo projeto HATNet, que usou o método de trânsito para detectar o planeta. HAT-P-33b tem uma massa de 0,763 massas de Júpiter e um raio de 1,827 raios de Júpiter. Sua órbita é muito curta com um semieixo maior de 0,0503 UA e um período de 3,474474 dias. Esses dados também foram calculados assumindo que sua órbita é elíptica.
| Planeta | Massa            | Semieixo maior (UA) | Período orbital (dias) | Excentricidade |
| ------- | ---------------- | ------------------- | ---------------------- | -------------- |
| b       | 0,763 ± 0,117 MJ | 0,0503 ± 0,0011     | 3,474474 ± 0,000001    | 0,148 ± 0,081  |